# 摩格尔型蒸汽机车

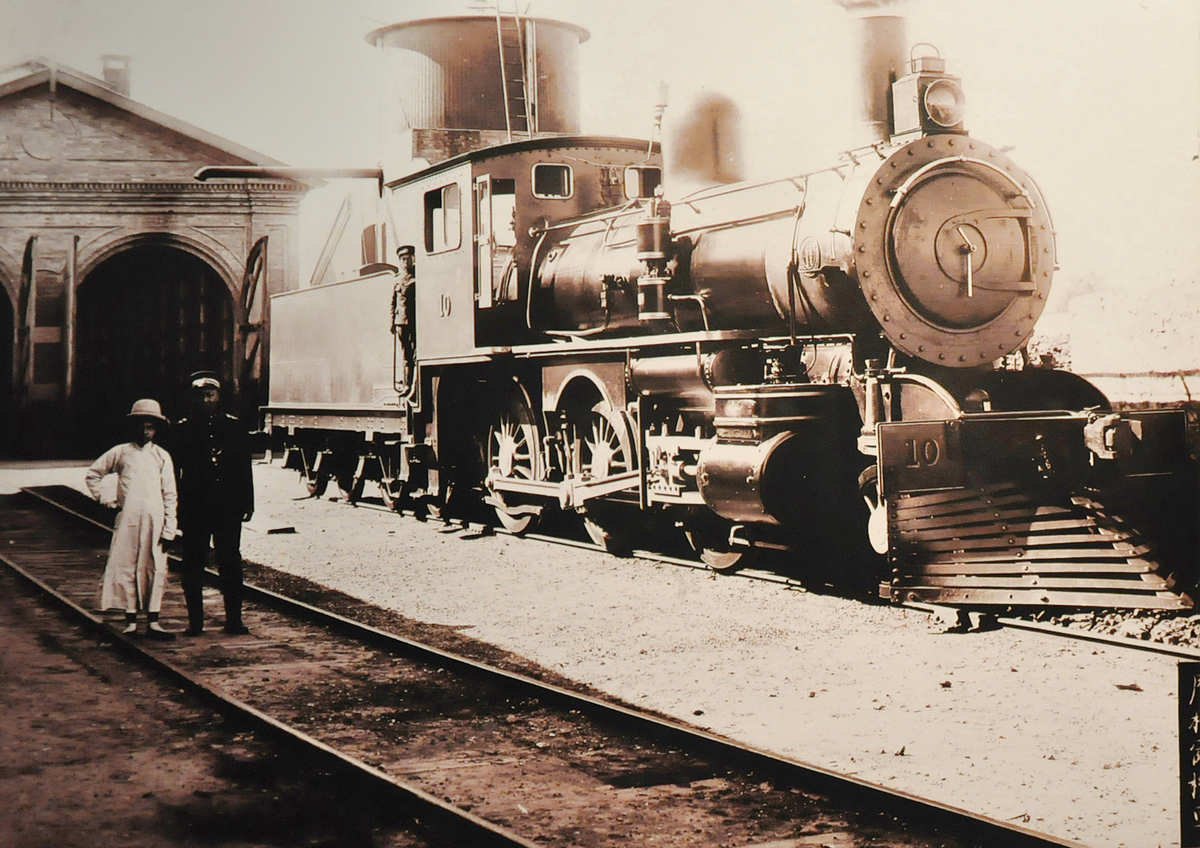
京张铁路使用的摩格尔型蒸汽机车

摩格尔(2—6—0)（Mogul）机车，也被称为北英机车。有2个导轮，6个动轮，由唐山机车工厂制造，曾运行于京张铁路、新宁铁路，后被集通铁路收购，编号008。